# Kryosféra

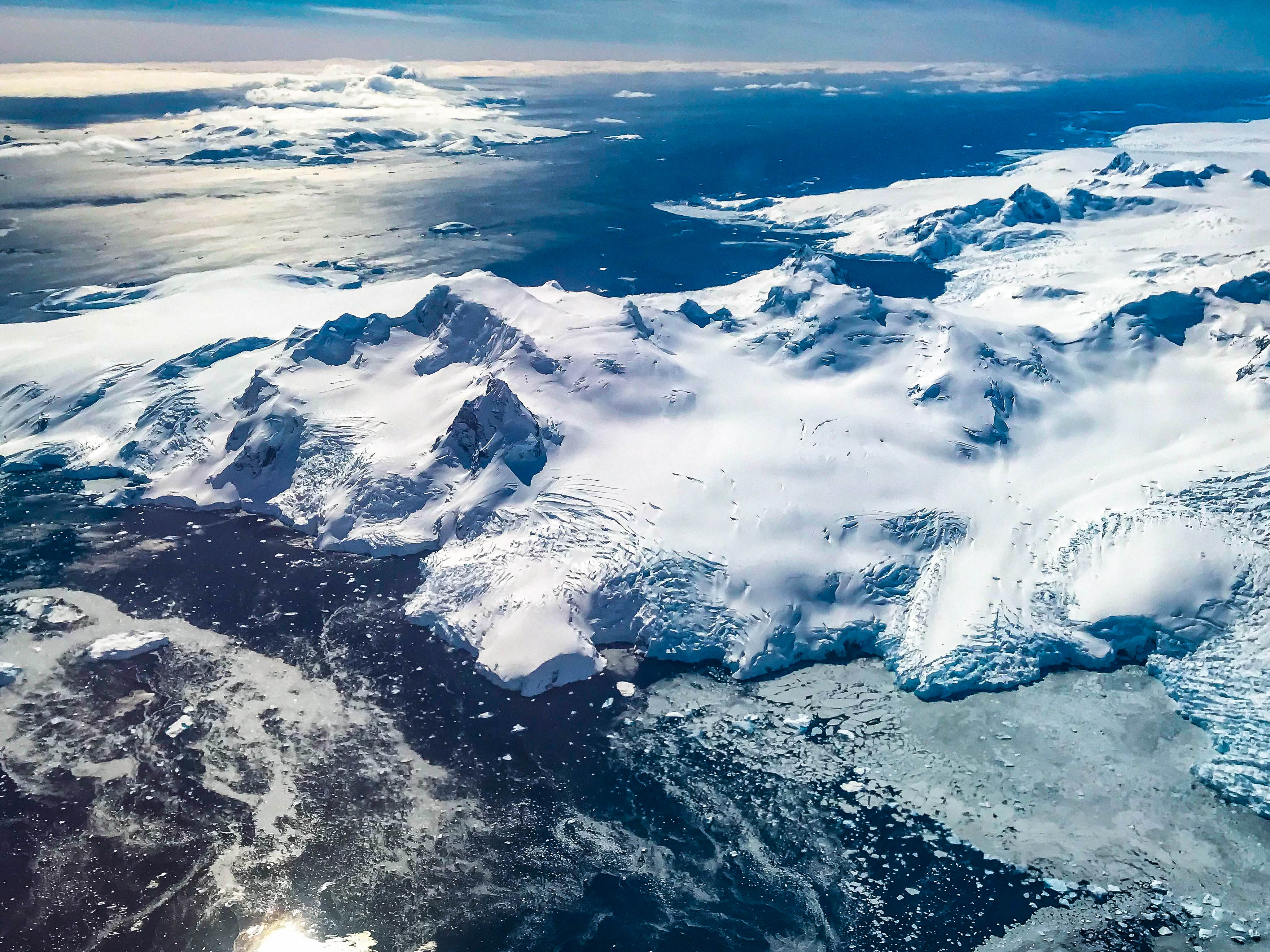
Larsenův šelfový ledovec C - monitoring v rámci operace IceBridge (NASA) v říjnu 2017

Animace úbytku zalednění na severním pólu 1980-2010

Kryosféra je fyzicko-geografická sféra zahrnující veškeré prostředí planety Země, kde se voda nachází v pevném skupenství. Zahrnuje mořský led, jezerní led, led na řekách a menších tocích, sněhovou pokrývku, ledovce, ledové čepice, ledové příkrovy a zamrzlé půdy (včetně permafrostu). S ostatními fyzicko-geografickými sférami (atmosféra, hydrosféra, litosféra) se kryosféra vzájemně ovlivňuje, často formou zpětných vazeb. Mezi tyto vlivy patří působení na povrch Země, toky vlhkosti, tvorba srážek a mraků, čímž je celkově ovlivňována atmosférická a oceánická cirkulace. Díky těmto vlivům patří změny kryosféry mezi hlavní příčiny globální změny klimatu, proto se někdy označuje jako přirozený teploměr. Jelikož ale kromě teploty ovlivňuje i již zmíněné jevy, je přesnějším označením přirozený měřič klimatu.

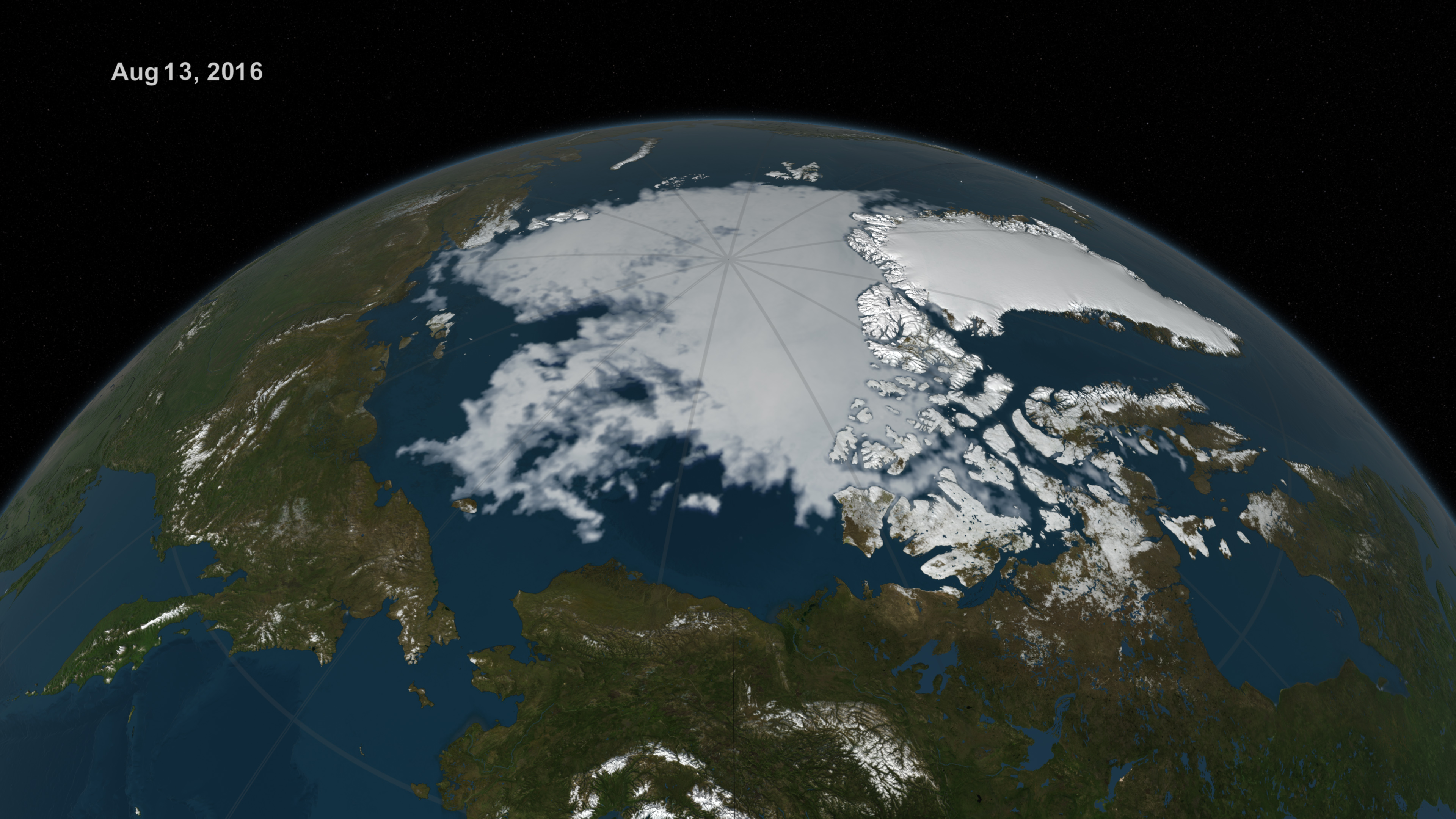
Monitorování ledu v Arktidě - srpen 2016, NASA

Termín kryosféra má svůj původ v řeckém slově kryos, které označuje námrazu nebo ledový chlad. Pojem deglaciace označuje úbytek zalednění, jedná se tedy o jev, jehož důsledkem dochází ke zmenšování kryosféry. O deglaciaci v Arktidě se od roku 2009 trvale zajímají vědci z operace IceBridge vedenou NASA, která by měla trvat do roku 2018.

## Vlastnosti kryosféry
Zmrzlá voda se na Zemi vyskytuje v různých podobách. Doby, po které tyto podsystémy kryosféry zůstávají v pevném skupenství, se ale liší. Sníh na pevnině a led na sladké vodě se většinou vyskytují pouze sezónně. Také většina mořského ledu se vyskytuje jenom část roku nebo po dobu několika chladnějších let, trvale se vyskytuje pouze v nejchladnějších oblastech Arktidy. Led v ledovcích ale může zůstat zmrzlý i přes 100 tisíc let a odhaduje se, že některý modrý led ve východní Antarktidě může být starý až 5 milionů let.
Většina celosvětového množství ledu se nachází v Antarktidě, zejména v ledovém příkrovu Východní Antarktidy. V zimních měsících však zabírá led a sníh větší plochu na severní polokouli, v lednu tvoří průměrně 23 % zemského povrchu polokoule. Kvůli velké rozloze a významné klimatické roli sněhu a ledu je pozorování těchto jevů, jejich tloušťky a fyzikálních vlastností (zejména radiačních a tepelných), velmi důležité pro klimatický výzkum. Existuje několik základních fyzikálních vlastností sněhu a ledu, které ovlivňují výměny energie mezi zemským povrchem a atmosférou. Tyto vlastnosti jsou:
- albedo = míra odrazivosti
- tepelná difuzivita = schopnost, díky níž látka vyrovnává rozdíly v teplotě při kolísavém šíření tepla v homogenním prostředí[5]
- latentní teplo = dodávané teplo, které změní skupenství látky, ne její teplotu

Spolu s těmito vlastnostmi je důležitá též drsnost povrchu (ovlivňuje především sílu zpětného rozptylu), jeho emitance a dielektrické vlastnosti, které jsou důležité pro pozorování stavu ledu a sněhu z vesmíru. Vlastnosti jako krystalová (či krystalická) struktura, hustota a procenta hmotnosti kapalné vody jsou důležité faktory, které ovlivňují přenos tepla a vody a rozptyl mikrovlnné energie.
Povrchová odrazivost příchozího slunečního záření je důležitá pro energetickou bilanci. Jedná se o poměr odráženého slunečního záření k dopadajícímu = albedo. Albedo čerstvého sněhu může být až 90 %. Během léta a podzimu bývá nad Severním ledovým oceánem převážně zataženo, proto je výrazně snížena rychlost sezónního tání mořského ledu. Vlivem proměn oblačnosti může sezónní proměnlivost objemu ledu v Arktidě za méně než měsíc dosahovat stejného rozdílu, jako se udává rozdíl objemu arktického ledu mezi desetiletími – rozdíl činí přibližně 15 %. Největší vliv na energetickou bilanci Země má severní kryosféra od dubna do května, protože v tomto období dopadá velké procento slunečního záření na plochy pokryté ledem a sněhem.
Tepelné vlastnosti kryosférických fenoménů mají též významné klimatické důsledky. Led a sníh mají mnohem nižší tepelnou difuzivitu než vzduch. Tepelná difuzivita je měřítkem rychlosti, s níž mohou teplotní vlny pronikat do látky. Sněhová pokrývka izoluje povrch země a mořský led izoluje oceán pod ním, oddělují tak povrch od atmosféry, jak co se týče toku tepla, tak i vlhkostí. Tok páry z hladiny vody je eliminován dokonce i tenkou vrstvou ledu, kdežto tok tepla výrazně poklesne teprve až tloušťka ledu přesáhne tři decimetry. Nicméně i malé množství sněhu na ledu dramaticky snižuje tepelný tok a zpomaluje růst ledu. Izolační účinek sněhu má také významný vliv na hydrologický cyklus. V oblastech bez permafrostu je izolační účinek sněhu takový, že zamrzá pouze povrchová půda a pohyb voda ve větší hloubce zůstává neovlivněn.
Led a sníh izolují povrch od velkých energetických ztrát v zimě, zapříčiňují ale také zpomalení oteplování na jaře a v létě, vlivem velkého množství energie potřebné k tání ledu (skupenské teplo tání, 3,34 × 105 J/kg při 0 °C). Nicméně silná statická stabilita atmosféry v oblastech s velkým množstvím sněhu či ledu má tendenci omezit okamžitý účinek chlazení na poměrně nízkou vrstvu ovzduší, takže související atmosférické anomálie jsou obvykle krátkodobé a regionální. V některých oblastech je známo, že ochlazování související s vysokými vrstvami sněhu a vlhkými jarními půdami hraje roli při zmírnění letního monzunu.  Vliv na monzuny je pouze jedním příkladem zpětné vazby v oblasti kryosféry a klimatu. Existuje mnoho těchto vazeb, které se liší lokalitou i časem, od lokálního a sezónního ochlazování vzduchu až po hemisférické změny v ledových plochách během tisíců let.

## Kryosférické útvary

### Sněhová pokrývka
Sníh je specifická forma ledu, jedná se o ledové krystalky, zpravidla členité sněhové vločky. Světová sněhová pokrývka se dosahuje až 47 milionů km2. Z větší části se rozkládá na severní polokouli a dominuje zde výskyt sněhu v sezónním cyklu. Rozloha sněhové pokrývky na severní polokouli se pohybuje v lednu kolem 46,5 milionů km2 a v srpnu kolem 3,8 milionů km2. V horských oblastech se nachází až 40 % chráněných oblastí světa, patrně má zde i sníh vliv na udržování jedinečných ekosystémů a biotopů. Je pravděpodobné, že oteplování klimatu povede k zásadním změnám v množství a frekvenci srážek, stejně jako sněhových přikrývek, což bude mít dopad na bilanci vody v těchto stanovištích. S sebou nese tento fakt nebezpečí změny půdní vlhkosti a odtoku do oceánů.

### Ledová čepice
Ledová čepice je masa ledu, která pokrývá méně než 50 000 km2, ale v její centrální části z ní nevystupuje podložní reliéf. Nejčastěji se rozkládají v horských oblastech. Má značný efekt na geomorfologii oblasti, při ústupu ledovců z ní odtékajících se objevují stopy po ledovcové erozi, která mění ráz krajiny. Pokud má masa ledu větší rozlohu než ledová čepice, jedná se o ledový příkrov.

### Ledový příkrov
Alternativně nazývaný též jako ledový štít, má ledový příkrov rozlohu větší než 50 000 km2. Masa je dostatečně silná na zakrytí většiny reliéfu podložní skály, její tvar není tedy určován podložím, ale dynamikou ledu (jeho vnitřní deformace, klouzání po podkladu). Ledový příkrov se roztéká směrem ven z ústřední náhorní plošiny s malým průměrným povrchovým sklonem. Okraje mají sklon větší a většinu ledu odebírají vybíhající ledovce nebo rychle tekoucí ledové proudy. Příkrovy jsou pouze tři, nacházejí se v Grónsku a dva v Antarktidě: Východo- a Západoantarktický ledový příkrov, tyto dva odděluje Transantarktické pohoří. Více příkrovů bylo v dobách ledových.

### Šelfový ledovec
Šelfový ledovec je tlustá deska ledu, která vzniká tam, kde se pevninské ledové útvary sesouvají k pobřeží a na mořskou hladinu. Nacházejí se pouze v Antarktidě, Grónsku, Kanadě a v Arktidě na území Ruska. Tloušťka šelfového ledovce se pohybuje od 100 do 1000 metrů. Tím se liší od mořského ledu, který je mnohem tenčí (většinou méně než 3 metry) a tvoří se v celém Severním ledovém oceánu, též se objevuje kolem Antarktidy. Liší se i původem ledu (ze sněhu místo z mořské vody) a mechanickými vlastnostmi.

### Ledovec
Masa ledu, který teče z kopce působením gravitace a je přitom omezen vnitřním napětím a třením, se nazývá ledovec. Ledovec se udržuje hromaděním sněhu ve vysokých nadmořských výškách a v nižších zase táním či odlamováním, zejména do moře. Ústupem ledovců vzniklo mnoho jezer, nejznámější ve světě jsou Velká jezera v Severní Americe, v České republice se nachází ledovcová jezera v šumavském masivu – Černé, Čertovo, Laka, Plešné a Prášilské jezero.

### Mořský led

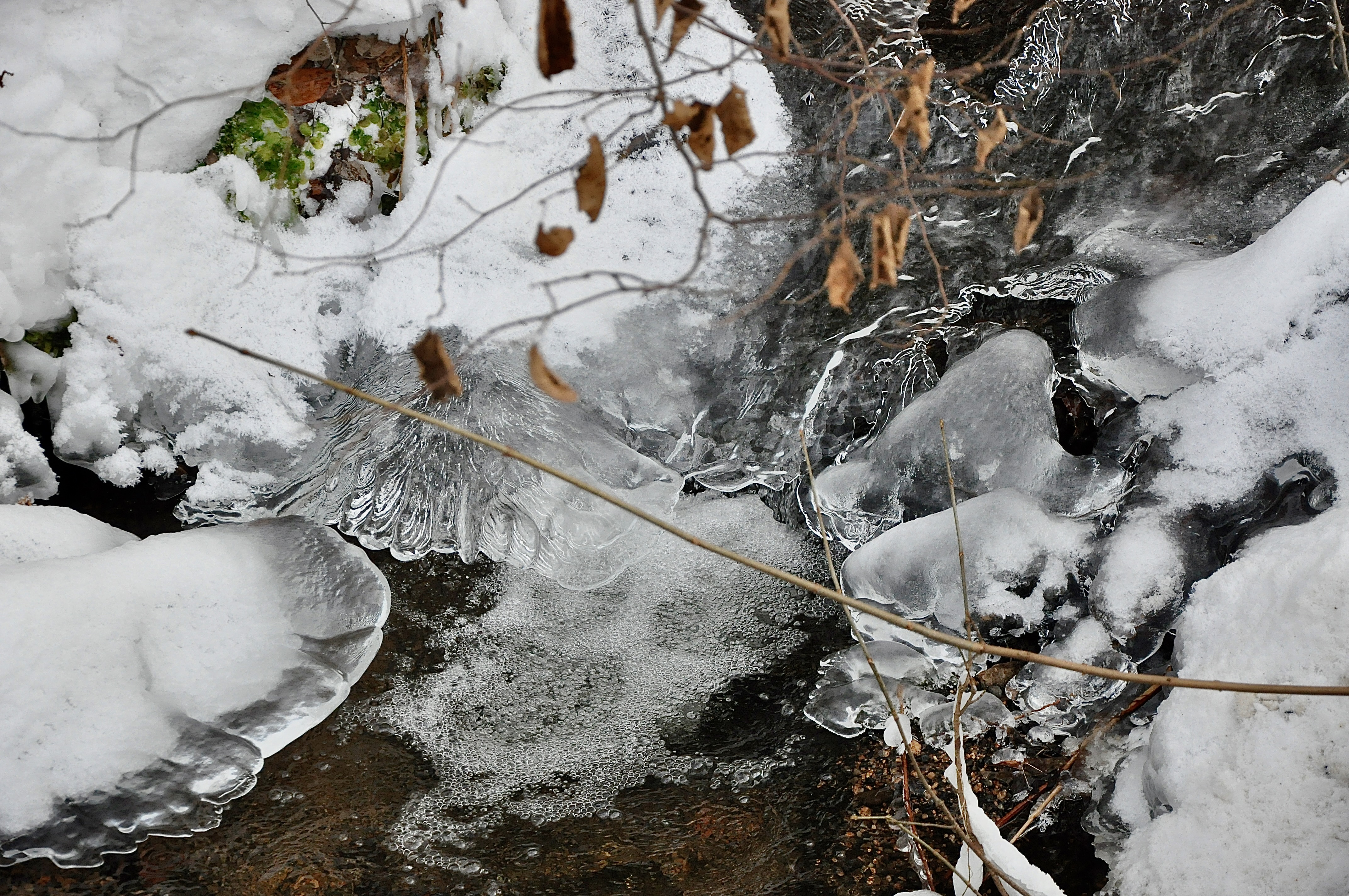
Říční led

Mořský led vzniká zmrznutím mořské vody. Má menší hustotu než mořská voda, proto plave na její hladině. Led může tvořit ledové kry (oddělené plochy ledu, kterými po hladině pohybuje vítr a mořské proudy), pole ledových ker (shluk ker), či nehybnou ledovou vrstvu spojenou s pobřežím. Mořský led pokrývá až 7 % zemského povrchu a 12 % světových oceánů. Víceletý led vydrží více než jedno sezónní tání, letošní led je starý méně než jeden rok. V Arktidě se jeho rozloha i objem dlouhodobě snižuje.

### Jezerní a říční led
Led na jezerech a řekách vzniká při sezónním ochlazování. Nejedná se sice o velké zaledněné plochy, přesto mají ale lokální význam. Sezónní doba mrznutí a tání je závislá na místních podmínkách, proto je doba výskytu ledu proměnlivá. Vznik ledu na řekách je ovlivněn také režimem toku (množství srážek, tání sněhu, odtok vody) a zásahem lidské činnosti. Na jezerech vzniká led v závislosti na hromadění tepla v jezeře – tedy na jeho hloubce a na rychlosti a teplotě všech přítoků, a také toku energie mezi vodou a vzduchem. Doba tání je závislá na výšce sněhové pokrývky ledu, na tloušťce ledu a na přítocích.

### Zamrzlá půda
Jedná se o porézní půdu nebo horninu, která obsahuje částečně nebo úplně zamrzlou vodu. Řadíme sem i permafrost, tedy trvale zamrzlou půdu. Půdy, které nejsou trvale zamrzlé, ale každoročně zamrzají a zase rozmrzají, se nazývá sezónně zamrzlé. Zamrzlá půda včetně permafrostu se rozkládá přibližně na 54 milionech km2, převážně na severní polokouli, je tedy nejrozsáhlejší složkou kryosféry.